# 岩崎博之
岩﨑博之（いわさき ひろゆき、1960年6月14日 - ）は、日本の学者・教育学者である。現在群馬大学准教授。専門は気象学・海洋物理学・地学教育。

## 来歴・人物
- 1960年　群馬県で出生。
- 1984年3月　群馬大学教育学部理科専攻卒業
- 1992年3月　名古屋大学教育学部大学院理学研究科大気水圏科学科単位取得満期退学
- 1998年〜　群馬大学教育学部学校教育講座理科専攻助教授
- 2007年〜　群馬大学教育学部学校教育講座理科専攻准教授

現在に至る。

## 専門分野
「気象学」・「リモートセンシング」
- 梅雨期の中間規模低気圧の発達に関する研究
- 関東地方における積乱雲の出現特性 （積乱雲・水蒸気・GPS）
- GPS気象学 （GPS・水蒸気・局地循環・・・GPS可降水量など）
- モンゴルにおける気候変動

## 所属学会
- 日本気象学会
- 日本リモートセンシング学会
- 雪氷学会